# تاریخ‌گذاری آمینو اسید

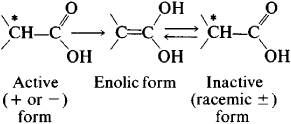
تاریخ‌گذاری آمینو اسید

روشی است که در آن با مطالعهٔ دگرگونی‌های رخ داده در ساختار آمینو اسیدهای موجود در اشیای تاریخی آن‌ها را از لحظه پدید آمدن تاریخ‌گذاری می‌کنند.

## پیوندها
تاریخ‌گذاری مطلق
تاریخ‌گذاری رادیوکربن
تاریخ‌گذاری ترمولومینانس
تاریخ‌گذاری پتاسیم و آرگون